# Bouctouche
Bouctouche är en ort i Kanada.   Den ligger i provinsen New Brunswick, i den östra delen av landet, 800 km öster om huvudstaden Ottawa. Bouctouche ligger 27 meter över havet och antalet invånare är 1 895.
Terrängen runt Bouctouche är platt. En vik av havet är nära Bouctouche österut. Runt Bouctouche är det glesbefolkat, med 17 invånare per kvadratkilometer.. Bouctouche är det största samhället i trakten. 